# Коста-риканский колон

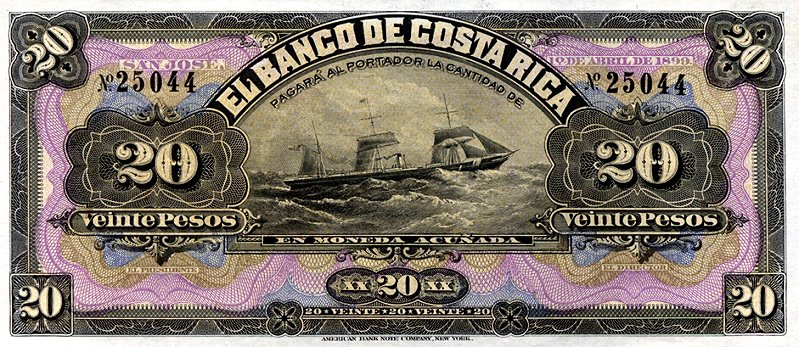
Предшественник колона — валюта 20 коста-риканских песо (1899). Изображён пароход во время шторма

Коста-риканский колон — денежная единица Коста-Рики.
Коста-риканский колон состоит из 100 сентимо, введён вместо коста-риканского песо законом от 26 октября 1896 года. Выпуск банкнот и монет в колонах начат в 1897 году.
В денежном обращении находятся купюры: 1000 колонов серий A и B (красная, полимерная), 2000 колонов (синяя с Мауро Фернандесом Акуньей на одной стороне и бычьей акулой на обратной), 5000 колонов серий A и B (жёлтая с Альфредо Гонсалесом Флоресом на одной стороне и обезьяной капуцином на обратной), 10 000 колонов (зелёная), 20 000 колонов и 50 000 колонов. В денежном обращении страны участвуют монеты номиналом в 500, 100, 50, 25, 20, 10, 5 и 1 колон.

## Банкноты

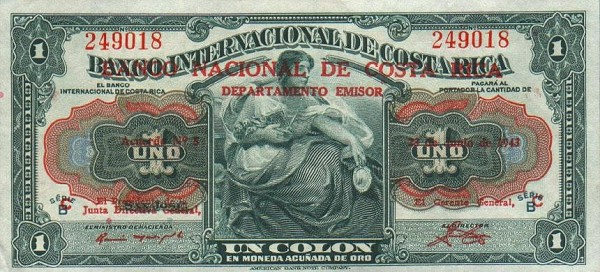
1 колон Международного банка Коста-Рики образца 1918—1935 годов с надпечаткой Национального банка Коста-Рики (1943 год)

|                                                                              |                                                                    |
| 50 сентимов (0,5 колона) (1917). Лицевая сторона. Изображён Христофор Колумб | 1 колон (1917). Оборотная сторона. Изображён бог торговли Меркурий |

|                                                       |                                                        |
| 10 колонов (1905). Лицевая сторона. Изображён паровоз | 20 колонов (1905). Лицевая сторона. Изображены шахтёры |